# 北院门
北院门是位于西安的一条步行街，也被称为回民街，是西安著名的旅游景点。回民街位于鼓楼北侧，路上铺青石板，路两旁分布了明、清时期建筑，主要经营餐饮与旅游纪念品销售。

## 历史
北院门在民国初年是重要的行政区域，陕西都督府及后来的督军府与陕西省政府都驻在北院门。

## 交通
西安地铁2号线钟楼站位于北院门附近。

## 著名地点

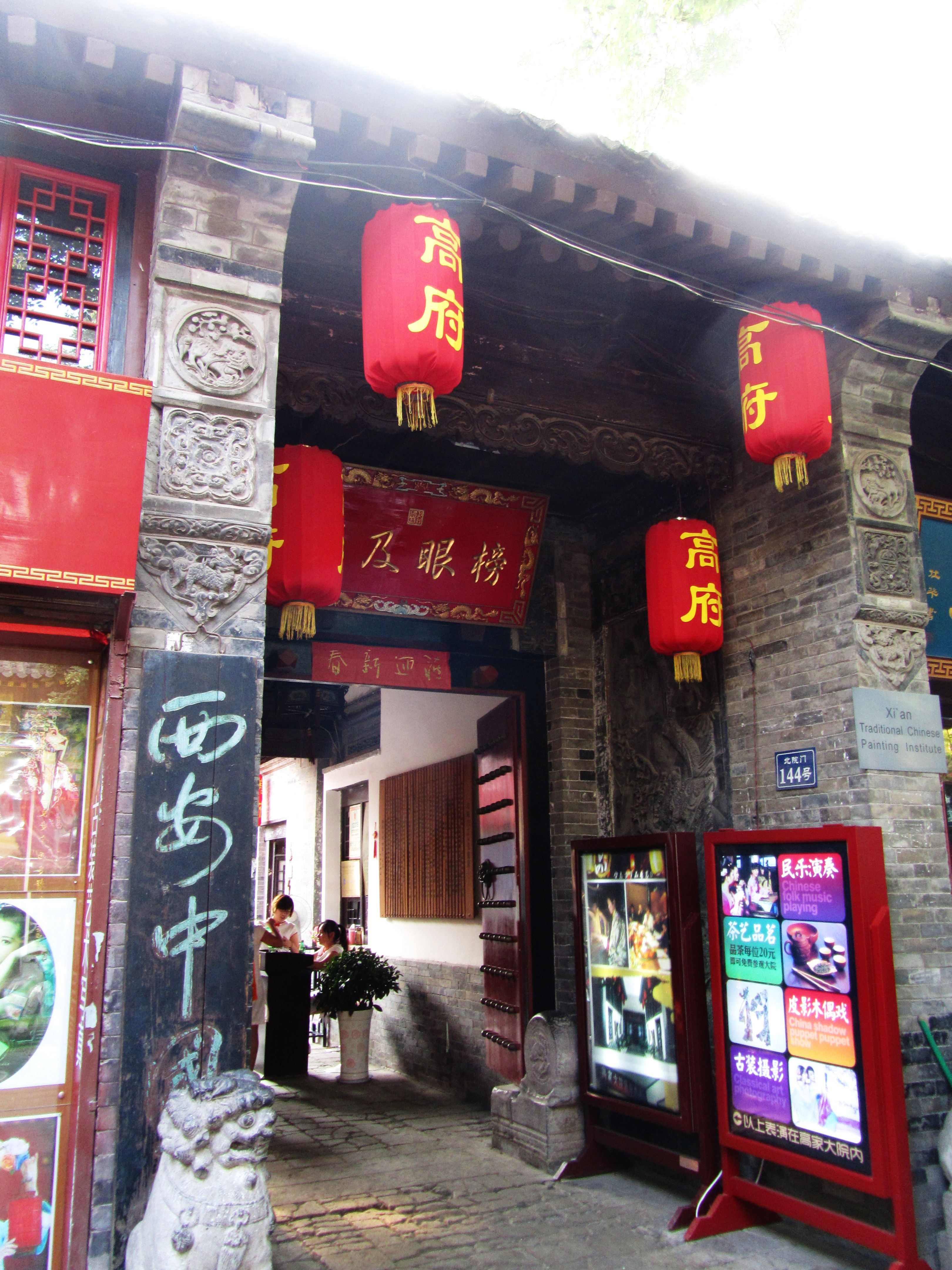
高家大院

- 鼓楼
- 高家大院
- 西安回民中学